# Футбольная федерация Андорры
Футбольная федерация Андорры (кат. Federació Andorrana de Futbol) — организация, осуществляющая контроль и управление футболом в Андорре.
В октябре 2013 года Футбольную федерацию Андорры возглавил Виктор Сантос, который до этого на протяжении восьми лет являлся вице-президентом организации.

## Общая информация

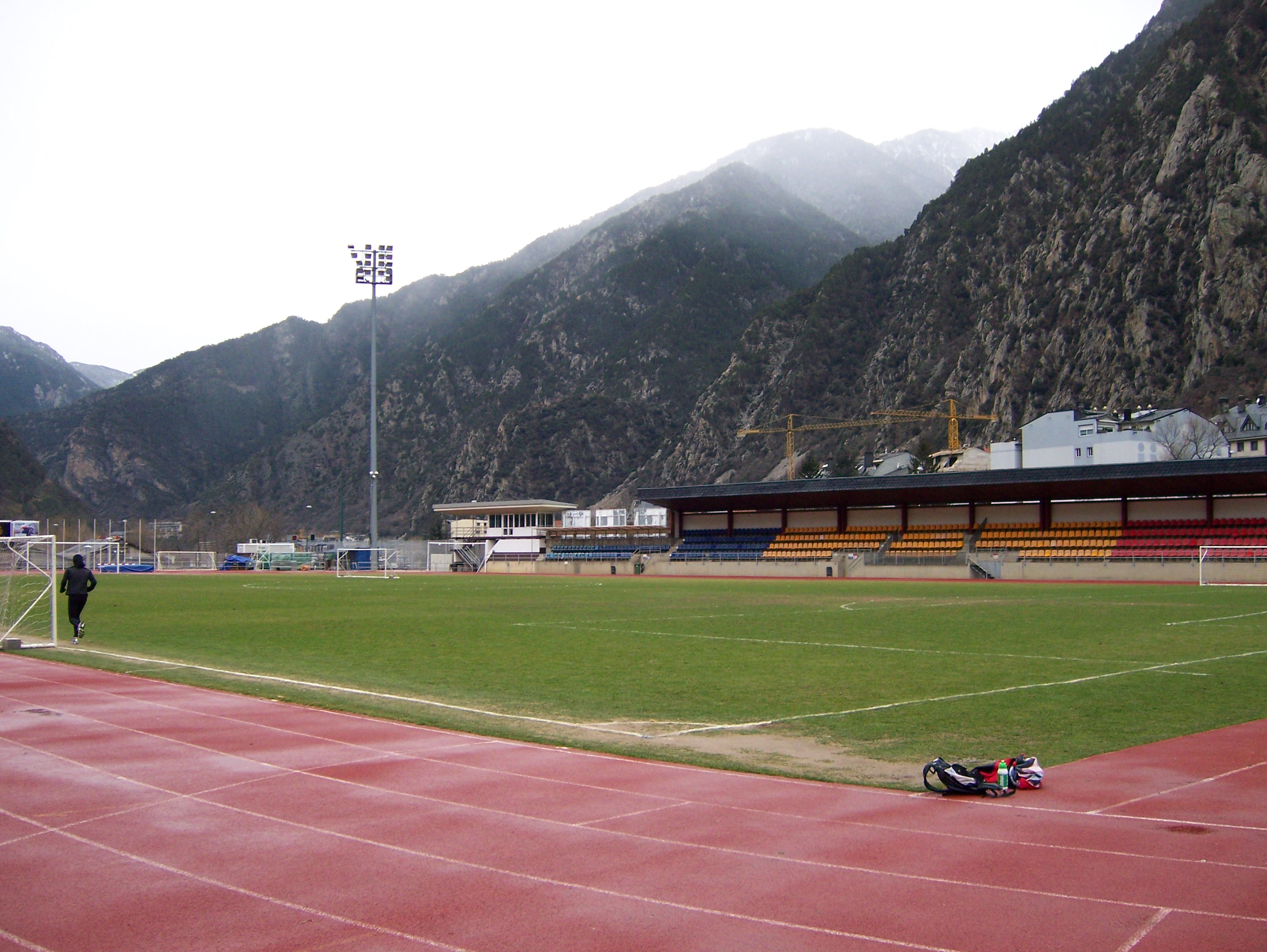
Стадион «Комуналь д’Айшовалль»

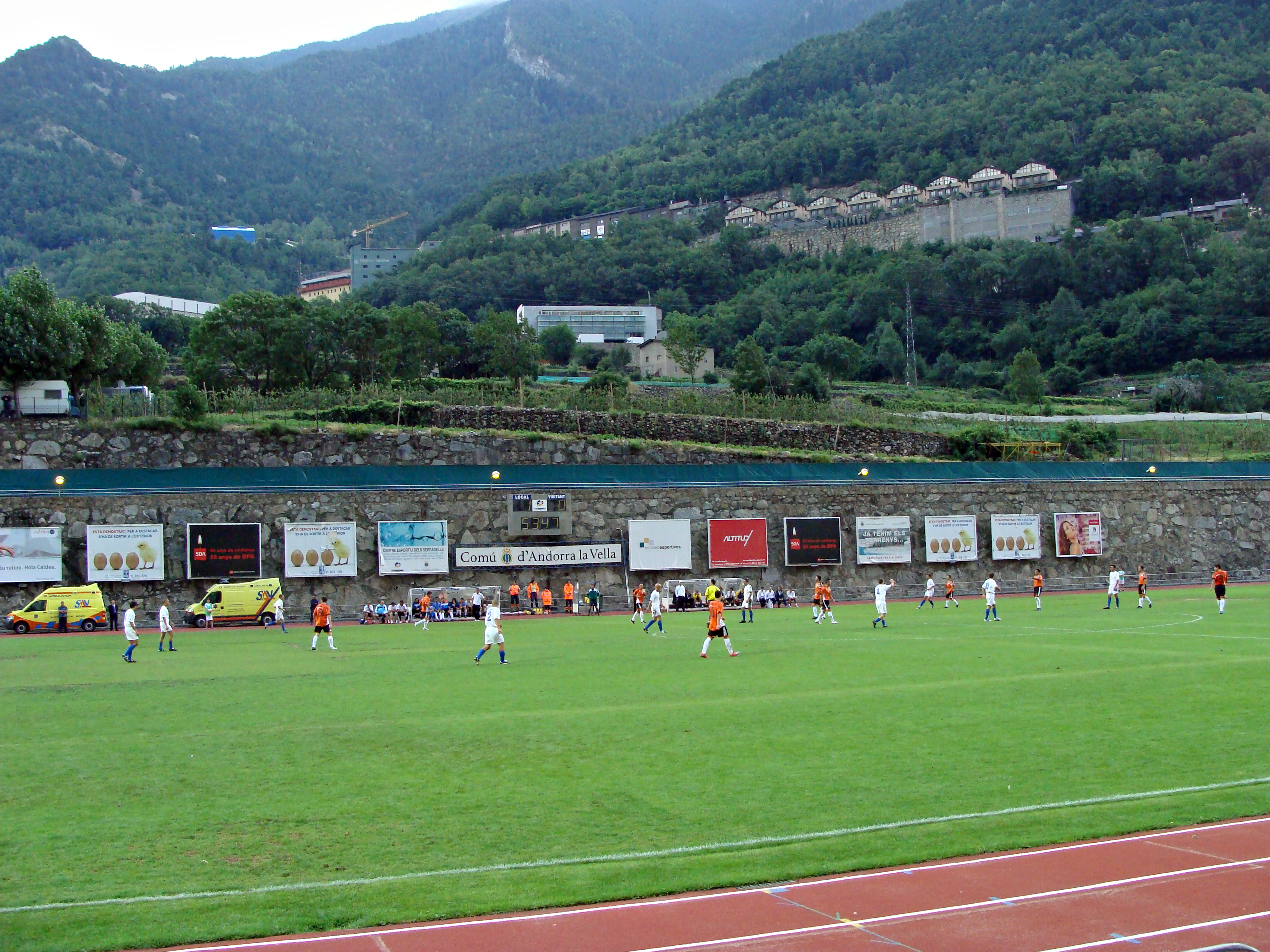
Стадион «Комуналь д'Андорра-ла-Велья»

Футбольная федерация Андорры организовывает Примера Дивизио (высший дивизион) и Сегона Дивизио (второй дивизион), Кубок и Суперкубок Андорры, а также национальную сборную Андорры.
Офис федерации находится в Эскальдес-Энгордань.
По данным на 2001 год федерация контролирует деятельность 12 клубов, 300 футболистов и 22 судей.

## История
Футбольная федерация Андорры основана в 21 апреля 1994 года, основанная усилиями Францеска Вилы. В 1996 году федерация вступила в УЕФА и ФИФА. 13 ноября 1996 года национальная сборная Андорры провела первую игру в своей истории, сыграв товарищеский матч со сборной Эстонии (1:6). Позже сборная впервые приняла участие в отборочных играх чемпионата Европы 2000 и чемпионата мира 2002. В августе 1998 года была основана национальная футбольная школа. С 1998 года существуют юношеские сборные Андорры до 17 и до 19 лет. В 2006 году создана молодёжная сборная Андорры.
В 2014 году провела первый матч женская сборная Андорры по футболу.
В 2019 году в отношении генерального секретаря Томаса Хеа и бывшего казначея Хосе Гарсии было начато расследование в связи с превышением должностных полномочий, мошенничеством и отмыванием денег.

## Стадионы
Футбольная федерация Андорры проводит матчи Примера Дивизио и Сегона Дивизио, на стадионах которые принадлежат местной федерации. Также федерация распределяет стадионы и поля для тренировок для каждой команды. «Комуналь д'Андорра-ла-Велья» вмещает 1299 человек и находиться в Андорра-ла-Велья, «Комуналь д’Айшовалль» расположен на юге Андорры в Сан-Жулиа-де-Лория и вмещает 899 зрителей. Иногда матчи проводятся в приграничном с Андоррой испанском городе Алас-и-Серк, на стадионе «Сентре Эспортиу д'Алас», вмещающем 1500 человек или на тренировочном поле в Ордино.
В 2014 году в столице Андорры был открыт «Эстади Насьональ», вместимостью 3306 человек, на этой арене выступает национальная сборная Андорры.
| Стадион                     | Расположение          | Вместимость |
| --------------------------- | --------------------- | ----------- |
| Камп д'Эспортс д'Ордино     | Ордино                | Нет         |
| Комуналь д’Айшовалль        | Сан-Жулиа-де-Лория    | 899         |
| Комуналь д'Андорра-ла-Велья | Андорра-ла-Велья      | 1299        |
| Сентре Эспортиу д'Алас      | Алас-и-Серк (Испания) | 1500        |
| Эстади Насьональ            | Андорра-ла-Велья      | 3306        |

## Руководство
- Президент — Виктор Сантос (с 2013)
- Вице-президенты — Мигель Ангел Киньонес, Альфонсо Гилльермо, Элизабет Пирот
- Генеральный секретарь — Томас Хеа[13] (с 1996)
- Казначей — Жозеп Гарсия
- Технический директор — Давид Родриго

## Президенты
- Францеск Вила (1994—2000)
- Францеск Амат (2001—2009)
- Антони Гирибет (2009—2013)
- Виктор Сантос (2013—н. в.)